# Gloria Cortés Aliaga
Gloria Cortés Aliaga (Santiago de Chile, 8 de junio de 1971) es una historiadora del arte, curadora e investigadora chilena. Ha centrado sus estudios en las prácticas artísticas del arte chileno entre los siglos XIX-XX. Su principal línea de investigación ha sido relacionar el campo artístico con el género, los feminismos y las demandas políticas de cada período de la historia, generando lecturas que vinculan la historia del arte y la sociedad. Su publicación más destacada Modernas: Historias de mujeres en el arte chileno (1900-1950) ha sido reconocida por el Centro de Recursos del Aprendizaje del Ministerio de Educación y será distribuida a distintas bibliotecas públicas de todo el país.
Actualmente es curadora del Museo Nacional de Bellas Artes.

## Biografía
Nació el 8 de junio de 1971 en Santiago de Chile, es hija de un padre camionero y una mamá dedicada a los cuidados del hogar. Cursó sus estudios de enseñanza media en el Liceo Carmela Caravajal, para luego ingresar a estudiar publicidad en la Universidad de Santiago de Chile. Luego continuó especializándose como Historiadora del Arte por la Universidad Internacional SEK y, además, cuenta con el grado de Magíster en Historia del Arte por la Universidad Adolfo Ibáñez. Actualmente Doctoranda en Historia, Universidad Nacional de San Martín en Argentina.
Entre algunas de sus actividades laborales más relevantes fue, entre 2000 y 2005, Directora Ejecutiva del Centro de Conservación, Restauración y Estudios Artísticos (CREA). Desde 2006 se desempeñó como Coordinadora de Archivos del Centro de Documentación de las Artes (CeDoc) del Centro Cultural La Moneda. Posteriormente fue Jefa de Exposiciones y Curadora de esa institución hasta julio del 2014. Desde el año 2014 es curadora del Museo Nacional de Bellas Artes, especialmente del período comprendido entre el siglo XIX y mitad del siglo XX, desarrollando diversas exposiciones, actividades y seminarios que vinculan teorías contemporáneas de la academia con las diversas audiencias del Museo Nacional. 
Asimismo su voluntad por reconocer el trabajo de mujeres artistas y minorías que, por prejuicio de clase, sexo o raza han sido discriminadas en el campo del arte, la llevaron a realizar investigaciones y pesquisas que recuperan cartas, fotografías, documentos, obras, dibujos, entre otros, enriqueciendo y complementando las lecturas tradicionales del arte. Su aportación como curadora ha llevado a que el Museo adquiera piezas de Laura Rodig, Las Yeguas del Apocalipsis, Ana Cortés, Antonio Coll y Pi, Raymond Monvoisin, Laureano Guevara, Elsa Bolívar, un retrato de Paula Aldunate por Juan Mauricio Rugendas, entre otros y otras.

## Pensamientos
A su ingreso al Museo Nacional de Bellas Artes, junto a Macarena Goldenberg, la curadora se propuso ampliar las lecturas que el Museo realizaba como institución decimonónica, esto significaba, leer aquellas posturas críticas que estaban por fuera del museo, interpelándolo, en particular se refería a grafitis y frases que acusaban una postura de clase elitista y un circuito muy cerrado de consumo del arte que era propiciado por el Museo.
Denotan esa lejanía que supone un museo y un arte considerado burgués. Estoy pegada con esas frases, porque creo que hay que apuntar también a quienes se sienten desplazados por las políticas culturales.

Respecto de la exposición en el Museo Nacional de Bellas Artes llamada "(en)clave Masculino. Colección MNBA Archivado el 23 de enero de 2021 en Wayback Machine.", la autora precisó cómo era entendido el concepto de género y cómo este determina un quehacer que trasciende al campo artístico.
No se trata de una exposición sobre hombres y mujeres, sino de cómo los conceptos de la masculinidad han dominado gran parte de las esferas políticas, sociales y económicas de nuestra historia.

Una de las características de su trabajo profesional tiende a visibilizar las estrategias discriminatorias que ocultan, silencian y alejan el trabajo artístico de las mujeres, reconociendo cómo se ha construido desde la Academia de Pintura, los museos y las exposiciones estrategias para apartar y diferenciar su status.
Históricamente, dos son las herramientas más utilizadas para definir el arte producido por mujeres. La primera de ellas, es la llamada ‘estética de la diferencia’, un concepto proveniente de las esferas separadas en donde se afirma que hombres y mujeres, en virtud de diferencias y aptitudes naturales, deben ocupar distintos dominios de la sociedad y, por ende, del arte. Y, en segundo lugar, la ‘tradición de la ruptura’, en el cual el canon es cuestionado a través, por ejemplo, del rescate de valores relativos al orden matriarcal o el rechazo de la tradición académica.
El concepto de genio sigue siendo masculino. Las redes intelectuales eran mayoritariamente masculinas. Las direcciones de museos eran y siguen siendo masculinas. Había todo un soporte institucional liderado y accionado por hombres que además tenían el poder de la palabra, la vocería pública y el de ser considerados ciudadanos.

## Curatorías

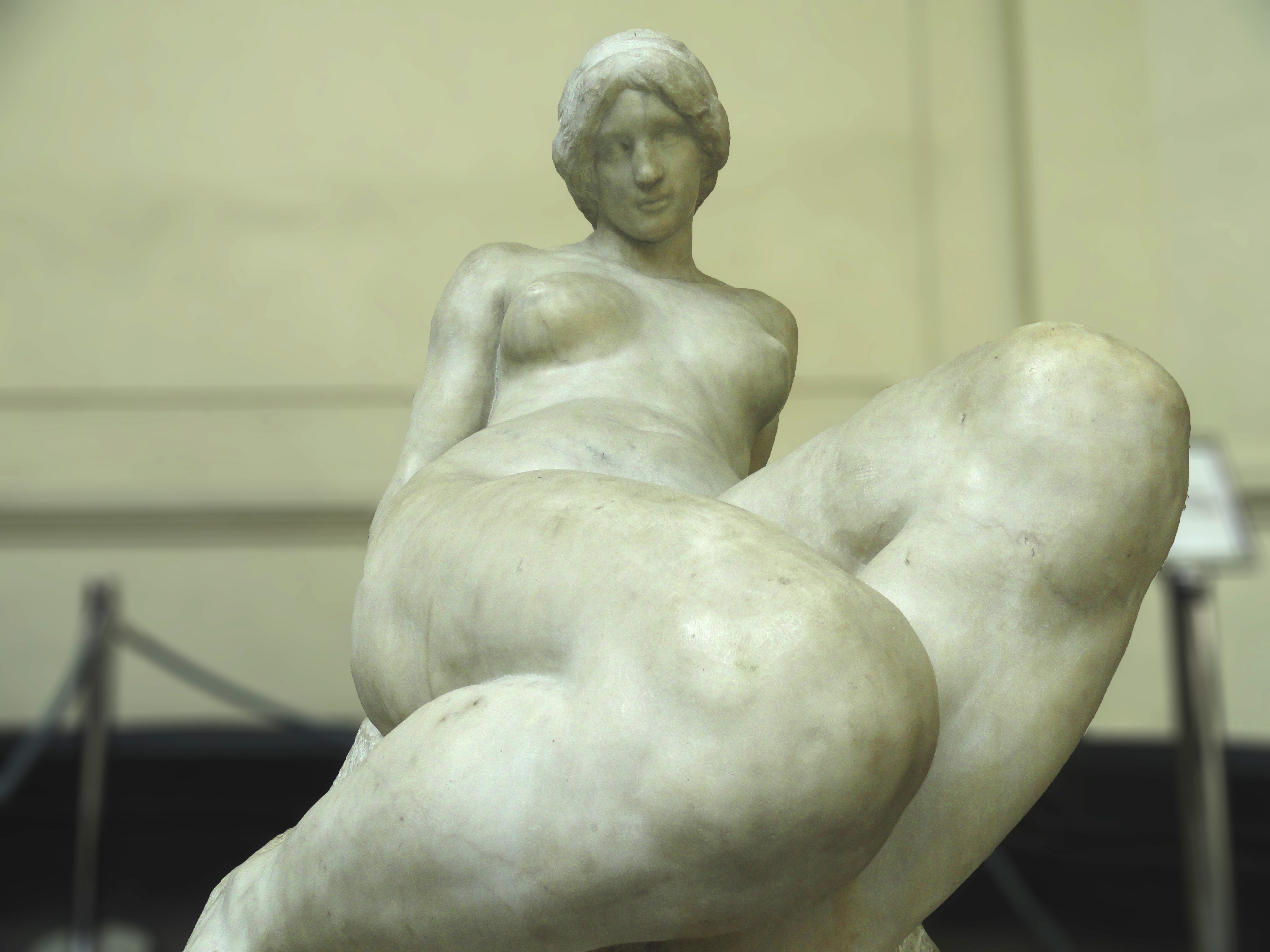
El Crepúsculo de Josep Clará. Obra que formó parte de la exposición Tránsitos. Colección de Esculturas MNBA (2016).

- 2023: "La mujer en el arte 1975. Colección MNBA" en el Museo Nacional de Bellas Artes.
- 2022: "Luchas por el arte. Mapa de relaciones y disputas por la hegemonía del arte (1843-1933)" en el Museo Nacional de Bellas Artes.
- 2019: "Yo soy mi propia musa. Pintoras latinoamericanas de entreguerras (1919-1939) Archivado el 26 de junio de 2019 en Wayback Machine." en el Museo Nacional de Bellas Artes.
- 2018-2019: "De aquí a la modernidad. Colección MNBA 2018-2019 Archivado el 13 de noviembre de 2018 en Wayback Machine." en el Museo Nacional de Bellas Artes.

- 2017: "Desacatos. Prácticas artísticas femeninas 1835-1938" en el Museo Nacional de Bellas Artes.
- 2017: "La Segunda Naturaleza" (co-curaduría con Jaime Cuevas) en Sala de Arte CCU.
- 2017: "Violeta y sus contemporáneas. Influencias y transferencias (1958-1967)" en el Museo de Arte y Artesanía Linares y en la Pinacoteca de la Universidad de Concepción.
- 2016-2017: "Tránsitos. Colección de esculturas MNBA" en el Museo Nacional de Bellas Artes.
- 2016-2017: "(en)clave Masculino. Colección MNBA" en el Museo Nacional de Bellas Artes.
- 2014: "Puro Chile: Paisaje y Territorio" (co-curaduría junto a Juan Manuel Martínez y Daniela Berger) en el Centro Cultural Palacio La Moneda.
- 2009: "Chile Mestizo: Tesoros Coloniales"  en el Centro Cultural Palacio La Moneda.

## Publicaciones
- 2017: "Femeninas o feministas, aristocráticas o desclasadas. Asociaciones artísticas femeninas en Chile (1914-1927)" en Boletín de Arte (N.º 17), pp. 1-9, septiembre de 2017.

- 2016: “El compañero y el compañero. La crisis del orden simbólico y el homoerotismo masculino en la obra de Rebeca Matte (1918)”, Nierika. Revista de Estudios de Arte, 9 (escrito junto a Eva Cancino).
- 2015: “Feminismos, indigenismos y etnicidad (a propósito de la exposición Orozco, Rivera y Siqueiros)” en Orozco, Rivera, Siqueiros , catálogo de la exhibición, Origo Ediciones: Santiago.
- 2013: "Modernas. Historias de mujeres en el arte chileno. 1900-1950", Origo Ediciones: Santiago. (Presentación de Karen Cordero Reiman)
- 2013: "Estéticas de resistencia : Las artistas chilenas y la vanguardia femenina (1900-1936)" en Numéro 5 .(c) Artelogie, n° 5, Octobre.
- 2008: “Modernas Modernistas Vanguardistas: Las pintoras chilenas en el primer cuarto del siglo XX”  en Juan Manuel Martínez (ed.),  América: Territorio de transferencia s. IV Jornadas de Historia del Arte en Chile, RIL Editores: Santiago.
- 2007: “Notas al margen sobre Celia Castro y Luisa Isella: Presencia y Ausencia femenina en la crítica de arte en Chile” en Gabriela Siracusano et al., Imágenes perdidas. Censura, olvido, descuido. IV Congreso Internacional de Teoría e Historia de las Artes, CAIA: Buenos Aires.